# Léon Jouhaux
Léon Jouhaux (født 1. juli 1879 i Paris, død 28. april 1954 smst) var en fransk fagforeningsmand.
Jouhaux blev tildelt Nobels fredspris i 1951 for sit fredsarbejde og sin årelange kamp for arbejdernes rettigheder.